# Атлетика на Летњим олимпијским играма 1920.
Атлетска такмичења на Летњим олимпијским играма у Антверпену 1920. године одржавала су се на Олимпијском стадиону у периоду од 15. до 23. августа 1920.
Олимпијски стадион је направљен за ту прилику, саграђен је на брзину. Због трајних киша, атлетска стаза је била прилично оштећена, па се то негативно одразило и на резултатима. Осим итх проблема техничке природе, организатори су имали и потешкоћа због недовољне припреме неких атлетичара, који су махом били демобилисани војници, учесници Првог светског рата.
Такмичило се у 29 дисцилина само у мушкој конкуренцији. Учествовало је 509 атлетичара из 25 земаља.
На програму атлетских дисциплина није више било скокова увис и удаљ без залета, као и бацања копља и диска са две руке. Од нових дусциплина било је ходање на 3.000 м, крос појединачно и екипно, и бацање терета од 56 фунти.

## Земље учеснице
Учествовало је 25 земаља. По први пут су учествовале: Чехословачка, Египат, Естонија, Монако, Нови Зеланд и Шпанија.
| - Аустралија (4) - Белгија (42) - Канада (14) - Чиле (2) - Чехословачка (16) - Данска (18) - Египат (2) - Естонија (7) - Финска (26) |  | - Француска (59) - Уједињено Краљевство (41) - Грчка (9) - Индија (3) - Краљевина Италија - Јапан (1) - Луксембург (7) - Монако (2) - Холандија (11) |  | - Нови Зеланд (2) - Норвешка (16) - Јужноафричка Република (13) - Шпанија (14) - Шведска (63) - Швајцарска (13) - САД (90) |

Од 29 земаља учесница ових олимпијских игара 4 нису имали своје предтавнике у атлетским такмичењима: Аргентина, Бразил, Португал и Краљевина СХС.
Највише успеха имали су атлетичари САД који су укупно освојили 29 медаља (9 златних, 12 сребрних, 8 бронзаних). 
Највеће изненађиње у атлетским такмичењима, направио је представник Британац Алберт Хил, који је победио у две тркачке дисциплине 800 м и 1.500 м, и упркос раскашеној стази, потигао одличне резултате. 
На овим олимпијским играма, први пут је учествовао Финац Паво Нурми, будући тркач светске класе. Победио је у трчању на 10.000 м, кросу појединачно и екипно, док је на 5.000 м стигао други.
У маратонској трци победио је Ханес Колемаинен из Финске. Када се тај троструки победник са Олимпијских игара у Стокхолму 1912. појавио на старту ове трке, сви гледаоци на стадиону поздравили су га устајањем са својох места.

## Освајачи медаља
| Дисциплина                          |                                                                                          | Резултат   | | Резултат   |                                                                                             | Резултат     |
| 100 м детаљи                        | Чарли Падок САД                                                                          | 10,6 =ОР   | Морис Керкси САД                                                                                      | 10,8       | Хари Едвард · Уједињено Краљевство                                                          | 11,0         |
| 200 м детаљи                        | Ален Вудринг САД                                                                         | 22,0       | Чарли Падок САД                                                                                       | 22,1       | Хари Едвард · Уједињено Краљевство                                                          | 22,2         |
| 400 м детаљи                        | Бевил Рад Јужноафричка Република                                                         | 49,6       | Гај Батлер · Уједињено Краљевство                                                                     | 49,9       | Нилс Енгдал · Шведска                                                                       | 50,0         |
| 800 м детаљи                        | Алберт Хил · Уједињено Краљевство                                                        | 1:53,4     | Ерл Иби САД                                                                                           | 1:53,6     | Бевил Рад Јужноафричка Република                                                            | 1:54,0       |
| 1.500 м детаљи                      | Алберт Хил · Уједињено Краљевство                                                        | 4:01,8     | Филип Ноел-Бејкер · Уједињено Краљевство                                                              | 4:02,3     | Лоренс Шилдс САД                                                                            | 4:03,0       |
| 5.000 м детаљи                      | Жозеф Гијмо · Француска                                                                  | 14:55,6    | Паво Нурми · Финска                                                                                   | 15:00,0    | Ерик Бакман · Шведска                                                                       | 15:13,0      |
| 10.000 м детаљи                     | Паво Нурми Финска                                                                        | 31:45,8    | Жозеф Гијмо · Француска                                                                               | 31:47,2    | Џејмс Вилсон · Уједињено Краљевство                                                         | 31:50,8      |
| Маратон детаљи                      | Ханес Колемаинен · Финска                                                                | 2:32:36    | Јири Лосман Естонија                                                                                  | 2:32:49    | Валерио Ари Италија                                                                         | 2:36:33      |
| 110 м препоне детаљи                | Ерл Томсон Канада                                                                        | 14,8 СР    | Харолд Барон САД                                                                                      | 15,1       | Фредерик Мари САД                                                                           | 15,1         |
| 400 м препоне детаљи                | Френк Лумис САД                                                                          | 54,0 СР    | Џон Нортон САД                                                                                        | 54,6       | Огуст Деш САД                                                                               | 54,7         |
| 4 х 100 м штафета детаљи            | САД Чарли Падок Џексон Шолц Лорен Марчисон Морис Керкси                                  | 42,2       | Француска · Рене Лорен · Рене Тирар · René Mourlon · Émile Ali-Khan                                   | 42,5       | Шведска · Agne Holmström · William Pettersson · Sven Malm · Nils Sandström                  | 42,8         |
| 4 х 400 м штафета детаљи            | Уједињено Краљевство · Сесил Грифит · Роберт Линдзи · John Ainsworth-Davies · Гај Батлер | 3:22,2     | Јужноафричка Република Henry Dafel Clarence Oldfield Jack Oosterlaak Бевил Рад                        | 3:23,0     | Француска · Georges André · Gaston Féry · Maurice Delvart · André Devaux                    | 3:23,5       |
| 3.000 са препрекама детаљи          | Перси Хоџ · Уједињено Краљевство                                                         | 10:00,4 ОР | Патрик Флин САД                                                                                       | 10:21.1    | Ернесто Амброзини Италија                                                                   | 10:32,0      |
| 3.000 м екипно детаљи               | САД 1° Хорас Браун 3° Арли Шарт 6° Ајван Дресер Лоренс Шилдс Мајкл Девејни               | 1+3+6 = 10 | Уједињено Краљевство · 5° Чарлс Блуит · 7° Алберт Хил · 9° Вилијам Сигроув · Данкан Макфи · Перси Хоџ | 5+7+9 = 21 | Шведска · 2° Ерик Бакман · 13° Свен Линдгрен · 15° Едвард Виде · Јосеф Холснер · Џон Зандер | 2+13+15 = 30 |
| Крос појединачно детаљи             | Паво Нурми · Финска                                                                      | 27:15,0    | Ерик Бакман · Шведска                                                                                 | 27:15,6    | Хеики Лиматаинен · Финска                                                                   | 27:37,0      |
| Крос екипно детаљи                  | Финска · 1° Паво Нурми · 2° Виле Ритола · 8° Хеики Лиматаинен                            | 1+2+8=11   | САД 3° Ерл Џонсон 5° Артур Студенрот 6° Огуст Фејгер                                                  | 3+7+9=17   | Француска · 4° Анри Лово · 7° Гастон Е · 9° Морис Норлан                                    | 4+7+9=17     |
| 3.000 м ходање детаљи               | Уго Фриђерио Италија                                                                     | 13:14,2 ОР | Џорџ Паркер · Аустралија                                                                              | 13:20,6    | Ричард Ремер САД                                                                            | 13:23,6      |
| 10 км ходање детаљи                 | Уго Фриђерио Италија                                                                     | 48:06,2    | Џозеф Пирман САД                                                                                      |            | Чарлс Ган · Уједињено Краљевство                                                            |              |
| Скок удаљ детаљи                    | Вилијам Петересон · Шведска                                                              | 7,15       | Карл Џонсон САД                                                                                       | 7,095      | Ерик Абрахамсон · Шведска                                                                   | 7,08         |
| Троскок детаљи                      | Вилко Тулос · Финска                                                                     | 14,505     | Фолке Јансон · Шведска                                                                                | 14,48      | Ерик Алмлеф · Шведска                                                                       | 14,27        |
| Скок увис детаљи                    | Ричмонд Ландон САД                                                                       | 1,935 ОР   | Харолд Милер САД                                                                                      | 1,90       | Боо Екелунд · Шведска                                                                       | 1,90         |
| Скок мотком детаљи                  | Френк Фос САД                                                                            | 4,09 СР    | Хенри Петерсен Данска                                                                                 | 3,80       | Едвин Мајерс САД                                                                            | 3,70         |
| Бацање кугле детаљи                 | Виле Перхела · { Финска                                                                  | 14,81      | Елмер Никландер · Финска                                                                              | 14,155     | Хари Ливерсеџ САД                                                                           | 14,150       |
| Бацање диска Детаљи                 | Елмер Нукландер · Финска                                                                 | 44,685     | Армас Таипале · Финска                                                                                | 44,19      | Гас Поуп САД                                                                                | 42,13        |
| Бацање кладива детаљи               | Патрик Рајан САД                                                                         | 52,875     | Карл Јохан Линд · Шведска                                                                             | 48,43      | Бејзил Бенет САД                                                                            | 48,25        |
| Бацање копља детаљи                 | Јони Мура · Финска                                                                       | 65,78 ОР   | Урхо Пелтопнен · Финска                                                                               | 63,505     | Пека Јохансон · Финска                                                                      | 63,095       |
| Петобој детаљи                      | Еро Лехтонен · Финска                                                                    | 14         | Еверет Бредли САД                                                                                     | 24         | Хуго Лахтинен · Финска                                                                      | 26           |
| Десетобој детаљи                    | Хелге Левланд Норвешка                                                                   | 6803       | Брутус Хамилтон САД                                                                                   | 6771       | Бертил Олсон · Шведска                                                                      | 6580         |
| Бацање теретаАнтверпен 1920. детаљи | Патрик Макдоналд САД                                                                     | 11,265 ОР  | Патрик Рајан САД                                                                                      | 10,965     | Карл Џон Линд · Шведска                                                                     | 10,250       |

## Биланс медаља
|    | Земља                  |    |    |    |    |
| -- | ---------------------- | -- | -- | -- | -- |
| 1  | САД                    | 9  | 12 | 8  | 29 |
| 2  | Финска                 | 9  | 4  | 3  | 16 |
| 3  | Уједињено Краљевство   | 4  | 4  | 4  | 12 |
| 4  | Краљевина Италија      | 2  | 0  | 2  | 4  |
| 5  | Шведска                | 1  | 3  | 10 | 14 |
| 6  | Француска              | 1  | 2  | 1  | 4  |
| 7  | Јужноафричка Република | 1  | 1  | 1  | 3  |
| 8  | Канада                 | 1  | 0  | 0  | 1  |
| 8  | Норвешка               | 1  | 0  | 0  | 1  |
| 10 | Аустралија             | 0  | 1  | 0  | 1  |
| 10 | Данска                 | 0  | 1  | 0  | 1  |
| 10 | Естонија               | 0  | 1  | 0  | 1  |
|    | Укупно (12)            | 29 | 29 | 29 | 87 |